# تومي بانكس (لاعب كرة قدم أمريكية)
تومي بانكس (بالإنجليزية: Tommy Banks)‏ هو لاعب كرة قدم أمريكية أمريكي، ولد في 1979 في ويست مونرو في الولايات المتحدة.